# (14980) Gustavbrom
(14980) Gustavbrom – planetoida z pasa głównego asteroid okrążająca Słońce w ciągu 5 lat i 131 dni w średniej odległości 3,06 j.a. Została odkryta 5 października 1997 roku w Ondřejov Observatory przez Lenkę Šarounovą. Nazwa planetoidy pochodzi od Gustava Broma (Gustava Frkala, 1921-1995), popularnego czeskiego muzyka jazzowego, kompozytora i śpiewaka. Przed nadaniem nazwy planetoida nosiła oznaczenie tymczasowe (14980) 1997 TW9.